# Nove Noites
Nove Noites é o sexto romance do escritor Bernardo Carvalho, que recebeu o Prêmio Portugal Telecom de 2003 (hoje Prêmio Oceanos) e o Prêmio Machado de Assis de melhor romance de 2023, conferido pela Biblioteca Nacional. É considerado um dos principais romances da ficção brasileira contemporânea.

## Contexto e enredo
Em 1939, o jovem antropólogo estadunidense Buell Quain se matou no Brasil, após uma estada na aldeia dos indígenas Krahô, situado no estado de Tocantins, de forma violenta e aparentemente inexplicável. Bernardo Carvalho se interessou pelo caso ao ler uma notícia no jornal Folha de S.Paulo, e começou a pesquisar a história, em busca de uma explicação para o suicídio do antropólogo. Quando se deu conta de não iria chegar a nenhum resultado, optou pelo caminho da ficção. Durante a pesquisa, encontrou o diário de campo de Quain, e chegou a viver um período entre os Krahô, no lugar onde o antropólogo viveu seus últimos meses, para tentar entender o que o teria levado à morte.
O enredo, que mistura realidade e ficção, tem dois narradores em dois tempos distintos: o jornalista que investiga obsessivamente o suicídio do antropólogo, 62 anos depois do ocorrido, e um engenheiro que foi seu amigo nos últimos meses de vida, cujo testamento o jornalista encontrou. A busca do jornalista é motivada por razões pessoais ligadas ao período em que viveu na selva, quando criança, e a morte de seu pai.
A história de Buell Quain revela as contradições e desejos de um homem sozinho numa terra estranha, confrontado com seus próprios limites e com a alteridade mais absoluta, numa narrativa que faz referência aos romances de Joseph Conrad e aos relatos do escritor inglês Bruce Chatwin.

## Estilo e temática
O professor Emerson Cruz Inácio, da Faculdade de Filosofia, Letras e Ciências Humanas (FFLCH) da USP, enquadra Nove noites na categoria metaficção historiográfica. O mesmo professor aponta três estratégias narrativas presente em Nove Noites e outras obras do autor: as experiências de viagem, a paixão e obsessão do personagem-narrador e a reconfiguração do modelo de narrativa de mistério, com um personagem detetive que foge ao modelo tradicional. A memória e a distorção da memória, a alteridade e a dissolução dos limites entre ficção e realidade são temas apontados por outros pesquisadores.
Em sua condição de ficção contemporânea, Nove Noites caracteriza-se por questionar a realidade do presente. " Bernardo Carvalho consegue em Nove Noites explorar e sugerir, através do uso de métodos típicos à produção de ficção contemporânea, a existência de uma nova realidade crítica ao debate sobre literatura" (p. 84).
Nessa obra, recursos típicos do discurso realista, como o uso de cartas e reportagens, buscam "desmistificar os discursos de “verdade”, apontando para o caráter simbólico de todo processo", em vez de criarem uma uma representação transparente da realidade.
A primeira edição do romance, publicada pela Companhia das Letras, em 2002, apresentava uma diferenciação entre os narradores: itálico para as falas do fictício Manoel Perna e cursiva para o narrador biográfico. Contudo, as edições mais recentes não apresentam tal recurso estilístico. 

## Edições

### NoBrasil
2004 - Claro Enigma - ISBN 9789727950577
2004 - Companhia das Letras - ISBN 8535902872
2006 - Companhia de Bolso - ISBN 8535908617
2008 - Claro Enigma - ISBN 9788561041175
2015 - Companhia das Letras - ISBN: 9788535926705

### Em outros países
Nove noites - Cotovia  Portugal - 2003
Neuf nuits - Éditions Métalier  França - 2005
Negen nachten - Atlas  Holanda - 2006
Neun nächte - BTB Verlag  Alemanha - 2007
Nio nätter - Atlas  Suécia - 2008
Nine Nights - Vintage Books  Inglaterra - 2008
Nueve noches - Edhasa  Argentina - 2011
Devet noči - Modrijan  Eslováquia - 2013

## Prêmios
O livro Nove Noites com a editora Companhia das Letras ganhou o Prêmio Jabuti na categoria Romance na edição de 2003. 